# Philip Brojaka
Phil Philip John Brojaka (Nottingham, 7 mei 1985) is een voormalig Britse langebaanschaatser.

## Biografie
Brojaka trainde aanvankelijk mee met de Duitse ploeg van Bart Schouten. Voordat hij aan langebaanschaatsen deed was hij jaren actief in de shorttrack, maar via het langebaanschaatsen was het voor hem makkelijker om zich te plaatsen voor internationale wedstrijden. Naar eigen zeggen heeft hij op aanraden van de Amerikaanse langebaanschaatser Shani Davis in 2005, na het WK Shorttrack, het langebaanschaatsen uitgeprobeerd. Brojaka wist binnen enkele maanden na zijn overstap al onder de 1.50 te rijden op de 1500 meter (1.49,66 in Salt Lake City).
In november 2008 deed hij in Thialf mee aan de wereldbekerwedstrijden. In het seizoen 2008/2009 debuteerde hij op het EK Allround 2009 in Thialf, hij eindigde op de 24e plaats. Op het WK Sprint later dat seizoen eindigde hij op de 26e plaats. Brojaka trainde in het seizoen 2009/2010 mee met het Gewest Groningen. Hierna richtte Brojaka zich op het assisteren bij het Nederlandse inline-skaten en als trainer van de shorttrackers van Gewest Friesland.

## Persoonlijke records
| Afstand    | Tijd    | Datum            | Baan           |
| ---------- | ------- | ---------------- | -------------- |
| 500 meter  | 36,43   | 21 maart 2009    | Salt Lake City |
| 1000 meter | 1.10,48 | 13 december 2009 | Salt Lake City |
| 1500 meter | 1.49,66 | 14 maart 2008    | Salt Lake City |
| 3000 meter | 4.07,02 | 16 maart 2008    | Salt Lake City |
| 5000 meter | 6.51,18 | 22 maart 2009    | Salt Lake City |

## Resultaten
| Jaar | EK Allround | WK Sprint | Wereldbeker                       |
| ---- | ----------- | --------- | --------------------------------- |
| 2009 | NC24        | NC26      | 0p 100m 0p 500m 0p 1000m 0p 1500m |
| 2009 |             |           | 0p 500m 0p 1000m 0p 1500m         |
| 2010 |             |           | 0p 1000m 0p 1500m                 |
| 2011 |             | NC36      | 0p 500m 0p 1000m                  |

0p: Deed mee maar behaalde geen punten.